# Hoofdrekenen

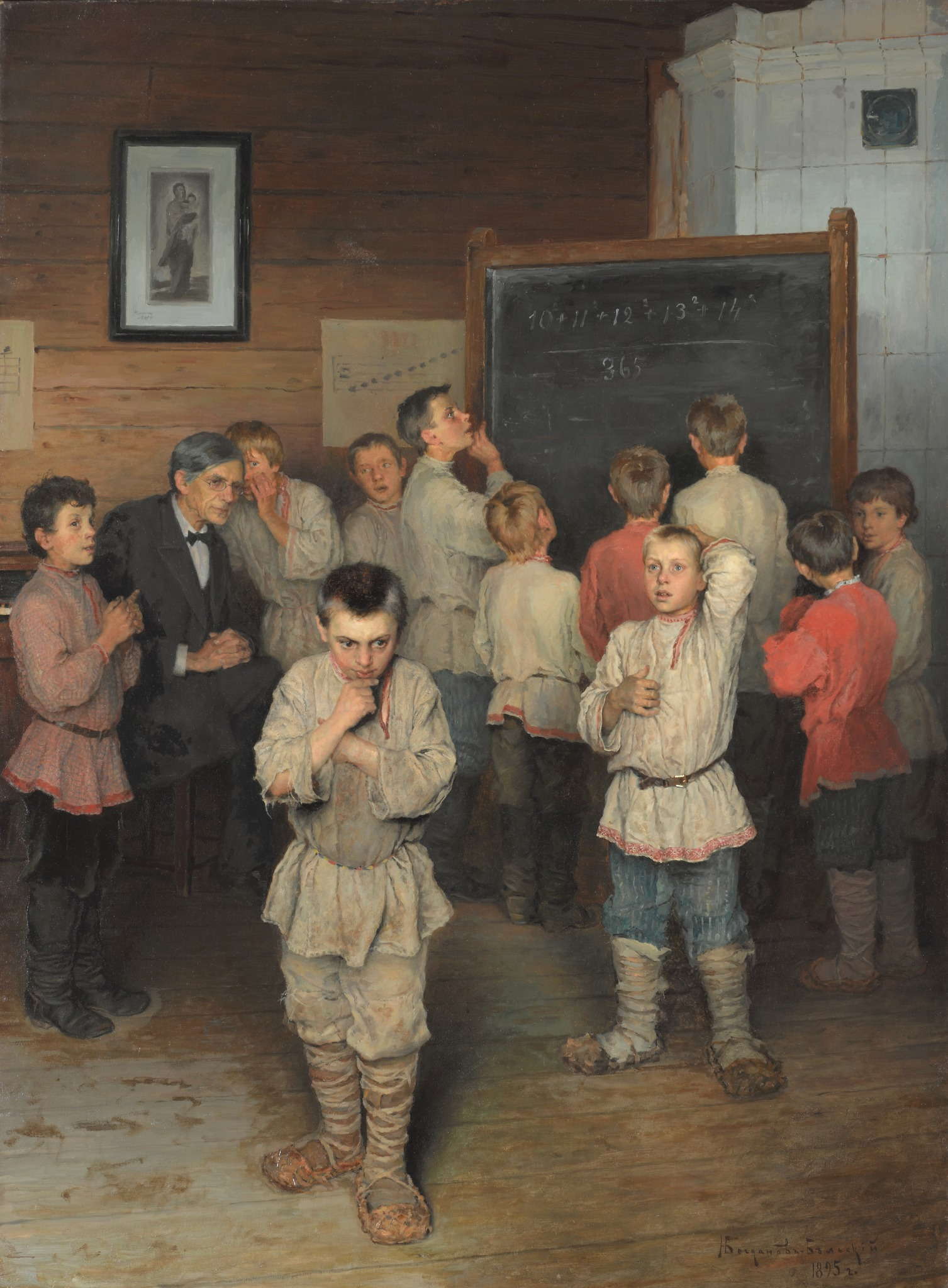
Hoofdrekenen op een Russische school (schilderij van Nikolaj Bogdanov-Belski).

Hoofdrekenen is het maken van berekeningen uit het hoofd, dus met gebruikmaking van de eigen hersencapaciteit en zonder bij het rekenen gebruik te maken van hulpmiddelen zoals een rekenmachine of pen en papier. Bij het hoofdrekenen gebruikt men vaak technieken die speciaal ontwikkeld zijn voor bepaalde typen berekeningen, en van parate kennis, relaties tussen getallen en eigenschappen van bewerkingen.
Sommigen verstaan onder hoofdrekenen niet hetzelfde als rekenen uit het hoofd, en laten toe dat tussenberekeningen op papier worden gemaakt. In dat geval is hoofdrekenen dus niet de tegenpool van schriftelijk rekenen.
Hoofdrekenen zorgt er onder andere voor dat men inzicht in berekeningen krijgt en zodoende niet klakkeloos accepteert wat wordt uitgerekend, zoals het trucje van de ober die zegt dat tachtig cent plus tachtig cent één euro tachtig is.
Ruwweg kunnen bij hoofdrekenen drie methoden worden toegepast:

## De rijgmethode
Rekenen volgens de rijgmethode is een grondvorm van hoofdrekenen.
Bij optellen en aftrekken met de rijgmethode wordt het eerste getal intact gelaten en het tweede gesplitst. Dit tweede getal wordt al of niet in delen (rijgend) aan het eerste getal toegevoegd of ervan afgehaald. De lege getallenlijn kan hierbij als ondersteunend model dienen
Een opgave als 325 – 249 kan met de rijgmethode als volgt worden opgelost:
325 – 200 = 125
125 – 40 = 85
85 – 9 = 76
De rijgende aanpak kan met een pijlenschema worden weergegeven:
325 > -200 > 125 > - 40 > 85 > -9 > 76
Bij rijgend vermenigvuldigen wordt het vermenigvuldigtal als geheel opgevat en een aantal keren samengenomen via herhaald optellen of verdubbelen. Een opgave als 6 x 48 kan door middel van de rijgmethode als volgt worden opgelost:
3 x 48 = 144
3 x 48 = 144
144 + 144 = 288
Bij rijgend delen wordt de deler een aantal keren van het deeltal afgetrokken. Dat kan door middel van herhaald aftrekken of opvermenigvuldigen.
Een opgave als 78 : 6 kan met de rijgmethode als volgt worden uitgerekend:
10 x 6 = 60
3 x 6 = 18
10 + 3 = 13

## De splitsmethode
Rekenen volgens de splitsmethode is een grondvorm van hoofdrekenen.
Bij optellen volgens de splitsmethode worden beide getallen gesplitst. Dit kan in honderdtallen, tientallen en eenheden, of in andere splitsingen. De gesplitste onderdelen worden apart samengevoegd en daarna opgeteld.
Een opgave als 325 + 243 kan met de splitsmethode als volgt worden opgelost:
300 + 200 = 500
25 + 43 = 68
500 + 68 = 568
Ook bij aftrekken volgens de splitsmethode worden beide getallen gesplitst. Dit kan in honderdtallen, tientallen en eenheden, of in andere splitsingen. De gesplitste onderdelen worden apart van elkaar afgehaald. Daarna worden de resultaten hiervan bij elkaar genomen.
Een opgave als 385 – 249 kan met de splitsmethode als volgt worden uitgerekend:
300- 200 = 100
85 – 49 = 36
100 + 36 = 136
Bij vermenigvuldigen volgens de splitsmethode wordt het vermenigvuldigtal gesplitst. Dit kan in honderdtallen, tientallen en eenheden, of in andere splitsingen. De gesplitste onderdelen worden apart vermenigvuldigd en daarna opgeteld.
Een opgave als 6 x 48 kan met de splitsaanpak als volgt worden uitgerekend:
6 x 40 = 240
6 x 8 = 48
240 + 48 = 288

## De varia-methode (handig rekenen)
Onder de varia-methode vallen die aanpakken waarbij het oplossen van (context)opgaven handig gebruik wordt gemaakt van parate kennis, relaties tussen getallen en eigenschappen van bewerkingen. Voorbeelden van deze aanpakken zijn:
- Compenseren met gebruikmaking van ronde getallen

253 + 198 = 253 + 200 – 2
19 x 25 = (20 x 25) – (1 x 25)
- Transformeren

124 – 78 = 126 – 80
- Verwisselen

125 x 7 = 7 x 125
- Aanvullen of overbruggen

301 – 298 uitrekenen via 298 + 3 = 301
- Verdubbelen en halveren

16 x 25 = 8 x 50
- Gebruikmaken van de inverse-relatie

75 : 5 uitrekenen via … x 5 = 75

## Bewerkingen
Tot het hoofdrekenen hoort het opzeggen van de tafels van vermenigvuldiging. Maar ook allerlei "handigheidjes", zoals de omzetting: 
15 × 25 = (20-5)(20+5) = 20 × 20 - 5 × 5

en bijvoorbeeld door:
vermenigvuldigen met 5 is gelijk aan het delen door 2 (plus het opschuiven van een decimaal naar rechts, c.q. het toevoegen van een nul), voorbeeld:
32,6 x 5 = 163; delen door 2 levert sneller op: 32,6 / 2 =  16,3
en het toepassen van algemene formules, zoals de merkwaardige producten
(a + b)² = a² + 2ab + b² en (a - b)² = a² - 2ab + b²
waarbij dan voor a een dichtbijgelegen rond getal genomen wordt. Voorbeeld:
996² = (1000 - 4)² = 1000² - 2 × 1000 × 4 + 4² = 1000000 - 8000 + 16 = 992016
Het kwadrateren van de getallen 15, 25, ..., 95  gaat heel snel door het voorste cijfer met 1 te verhogen en te vermenigvuldigen met het voorste cijfer en achter het resultaat 25 te zetten. Bijvoorbeeld:
152 =  225, want 2 × 1 = 2 en daarachter plaatsen we 25
952 = 9025, want 10 × 9 = 90 en daarachter plaatsen we 25
Een meer geavanceerde manier van hoofdrekenen maakt gebruik van logaritmetafels. Als men de logaritmes van 1 tot en met 100 uit het hoofd kent, wordt vermenigvuldigen vereenvoudigd tot het optellen van de logaritmes van beide getallen, en de uitkomst weer terugvinden via de in het hoofd opgeslagen logaritmetafel. De bekende Nederlandse hoofdrekenaar Wim Klein maakte onder meer hiervan gebruik. Wim Klein haalde ooit het Guinness Book of Records door binnen anderhalve minuut de 13de-machtswortel van een getal van 100 cijfers te berekenen.

## Hoofdrekenvaardigheid meten
De laatste tijd dringt meer en meer het besef door dat niet alleen het kennen van de principes van het rekenen van belang is, maar ook het paraat hebben van de elementaire bewerkingen is noodzakelijk. De opkomst van het functioneel rekenen is hiervan een voorbeeld. 
Het uit het hoofd kennen van de tafels tot en met (ten minste) tien en het kennen van de splitsingen tot en met (ten minste) twintig wordt voor het basisonderwijs als noodzakelijk beschouwd. Men noemt dit ook wel het automatiseren. De snelheid waarmee er bij deze elementaire bewerkingen tot een goede uitkomst wordt gekomen, is daarbij het criterium. 
De Tempo Test Rekenen (Teije de Vos, 1987/1992) was lange tijd het instrument om deze vaardigheid te meten. Sinds 2007/2010 zijn er sterk verbeterde opvolgers van dezelfde auteur: de SchoolVaardigheidsToets Hoofdrekenen (2007), in 2010 aangevuld met de TempoTest Automatiseren, die samen worden gezien als de opvolger van de T.T.R.